# Behind the Scenes (film fra 1908)
 Ikke at forveksle med Behind the Scenes (film fra 1914).
Behind the Scenes er en amerikansk stumfilm fra 1908 af D. W. Griffith.

## Medvirkende
- Florence Lawrence som Mrs. Bailey
- Gladys Egan
- Kate Bruce
- George Gebhardt
- Robert Harron